# Fried Chicken

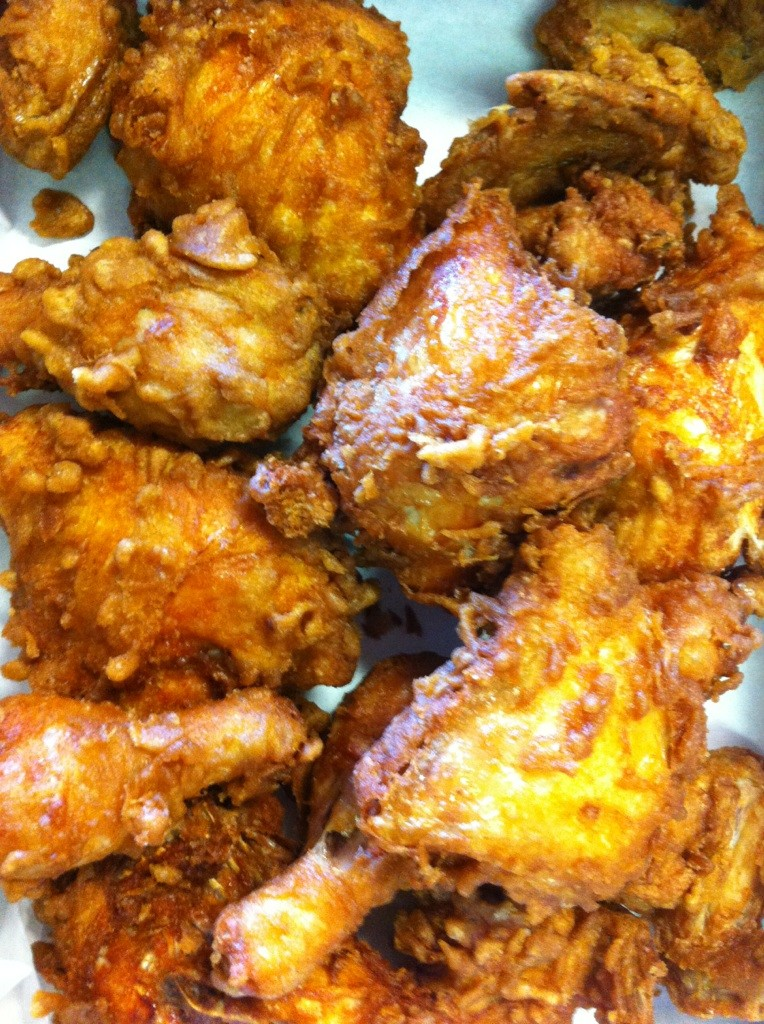
Southern Fried Chicken, stammt aus den amerikanischen Südstaaten

Southern Fried Chicken, auch einfach als Fried Chicken oder Knusperhähnchen bekannt, ist ein Geflügelgericht, das aus Hähnchenstücken besteht, die mit einer gewürzten Marinade umhüllt und entweder gebraten, frittiert oder hochdruckfrittiert werden. Durch die Panade erhält die Außenseite des Huhns eine knusprige Hülle oder Kruste, während der Saft im Fleisch erhalten bleibt. 

## Ursprung und Geschichte
Im De re coquinaria, dem ältesten erhaltenem Kochbuch der römischen Antike aus dem 3. oder 4. Jahrhundert, gibt es mit Pullum Frontonianum bereits ein Gericht mit frittiertem Hähnchen. Die Geschichte des Fried Chickens in heutiger Form geht allerdings auf das Amerika des 19. Jahrhunderts zurück. Der Begriff wurde als solches erstmals in den 1830er Jahren erwähnt und taucht in amerikanischen Kochbüchern der 1860er und 1870er Jahre bereits häufig auf. Mittlerweile zählt Fried Chicken zu dem klassischen Angebot vieler Schnellrestaurants.
Fried Chicken hat seinen Ursprung durch eine Kombination von schottischer Frittiertechnik und westafrikanischen Gewürzmethoden, die von versklavten Afrikanern und Afroamerikanern im amerikanischen Süden angewandt wurden. Die Schotten gelten als erste Europäer, die ihr Hähnchen, allerdings ohne Gewürze, in Fett frittierten. In westafrikanischen Völkern gibt es Traditionen, gewürztes Hähnchenfleisch in Palmöl zu frittieren und kochen.

## Herstellung

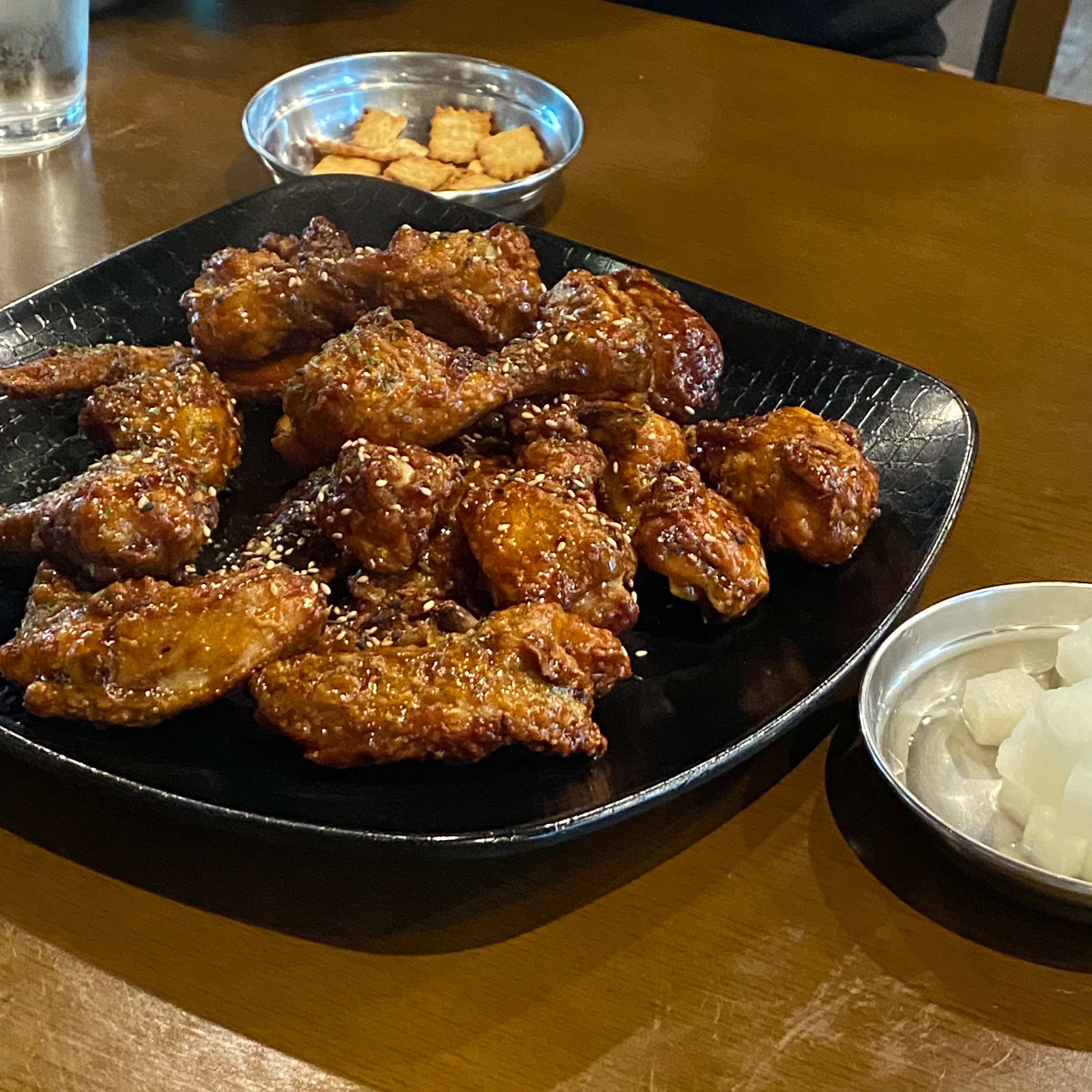
Koreanisches Fried Chicken wird oft mit etwas Sesam serviert

Für die Herstellung von Fried Chicken eignen sich unterschiedliche Teile des Hühnchens. Einige Rezepte verwenden nur die Unterkeulen, während klassischerweise sowohl die Flügel, als auch die Ober- und Unterkeulen und Brüststücke verwendet werden, wie in einem Rezept des amerikanischen Kochs und Kochbuchautors Thomas Keller, der sein Fried Chicken über Nacht in Buttermilch mariniert und dann in Erdnussöl ausbrät.
Neben der amerikanischen Zubereitungsart ist in Deutschland auch die koreanische Variante beliebt. Für Korean Fried Chicken, werden Hähnchenteile, mit Haut, in einer gewürzten Mischung aus Stärke, Mehl und Ei gewendet und dann bei mäßiger Hitze frittiert. Dazu werden süß-saure oder scharfe Saucen gereicht, die mit Zutaten wie Gochujang, Mizuame, Zimt, Chilipulver und Sojasauce zubereitet werden. Einige Schnellrestaurants verwenden außerdem Ketchup, Essig oder Knoblauch.